# La Punt Chamues-ch
La Punt Chamues-ch (officieel tot 1943 in het Italiaans: Ponte-Campovasto) is een gemeente in het Zwitserse bergdal Oberengadin en behoort tot het kanton Graubünden. De gemeente bevindt zich 1700 meter boven zeeniveau.
De gemeente wordt gevormd door de dorpen "La Punt" (Reto-Romaans voor de brug) en "Chamues-ch". La Punt ligt aan de rivier de Inn; Chamues-ch ligt aan de zuidelijke kant van het dal, bij de ingang van Val Chamuera. La Punt is het beginpunt van de weg die via het onbewoonde Val d'Alvra en Pass d'Alvra, ofwel de 2315 meter hoge Albulapas, naar Bergün leidt.
In de dorpen zijn veel robuuste Engadiner boerderijen te vinden zoals de witte Casa Mereda uit 1642. 's Winters kan er in La Punt op kleine schaal wintersport plaatsvinden.
In La Punt bevindt zich ook het station La Punt - Chamues-ch van de Rhätische Bahn.

## Externe links

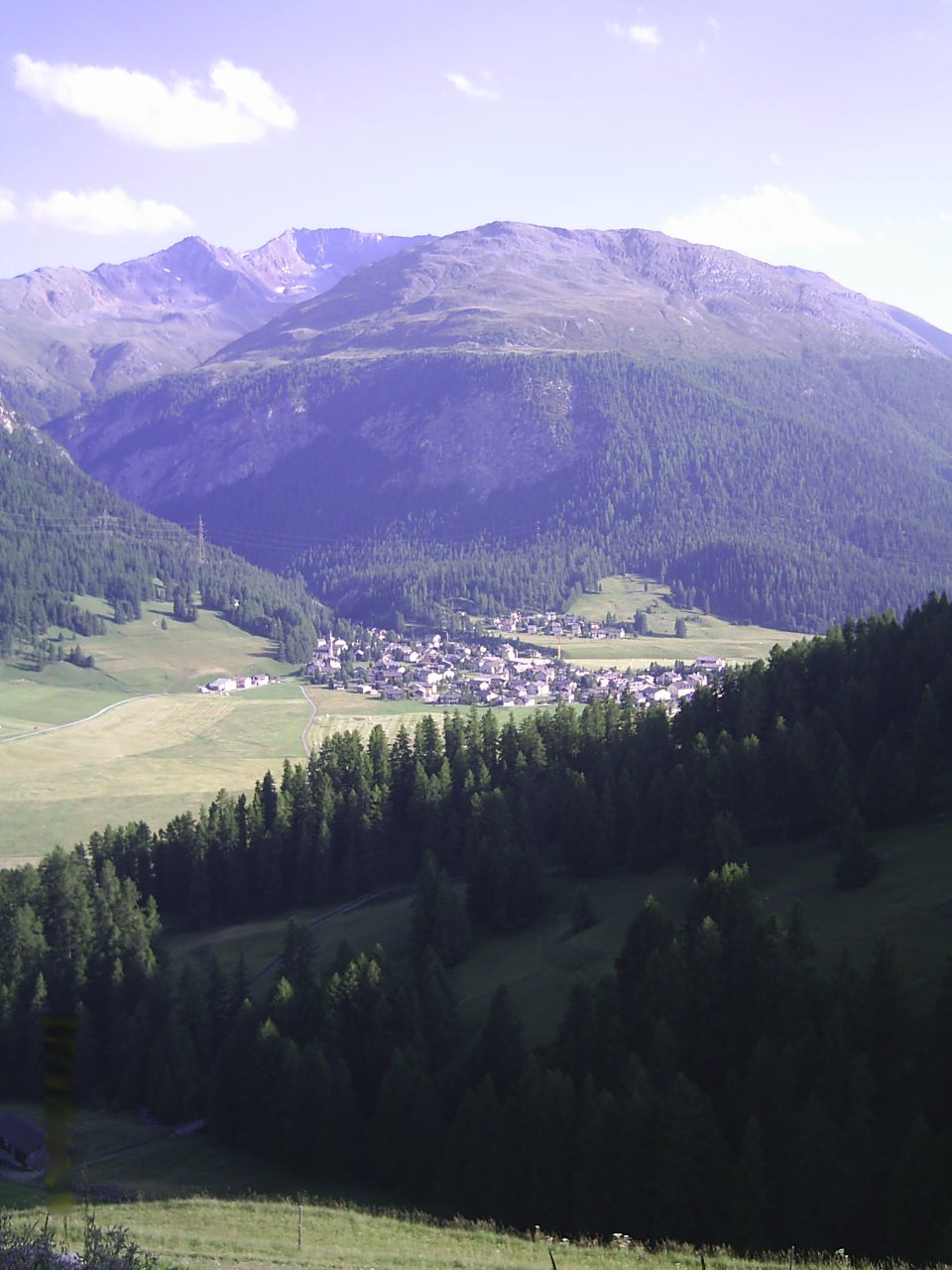
Chamues-ch vanuit Val d'Es-cha boven Madulain. Achter Chamues-ch begint Val Chamuera.